# Stephan August von Auenfels
Stephan August von Auenfels, avstrijski general, * 7. avgust 1775, † 27. januar 1854.

## Pregled vojaške kariere
Napredovanja
- generalmajor: 6. januar 1832 (retroaktivno z dnem 25. februarjem 1832)